# Чън Мън
В това китайско име фамилията (Чън) стои пред личното име.
Чън Мън (на китайски: 陈梦 или Chén Méng) е китайска състезателка по тенис на маса.
Родена е в Циндао, Китай. Тя е олимпийска шампионка от олимпийските игри (2020) в Токио. Трикратна световна шампионка е през 2014, 2016 и 2018 г., двукратна шампионка от азиатските игри и седемкратна шампионка на Азия. Има 18 спечелени титли от ITTF. 